# Glasblazer

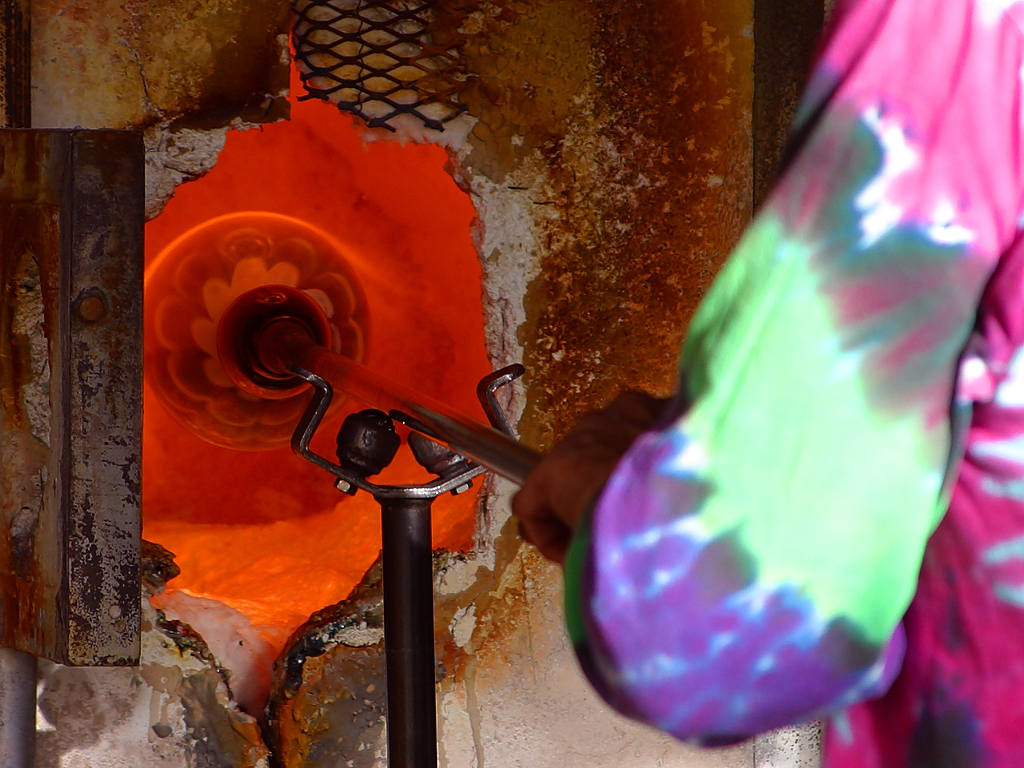
Glasoven

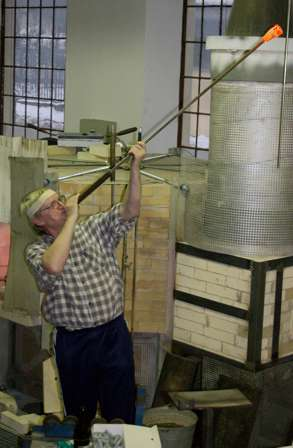
Glasblaaspijp

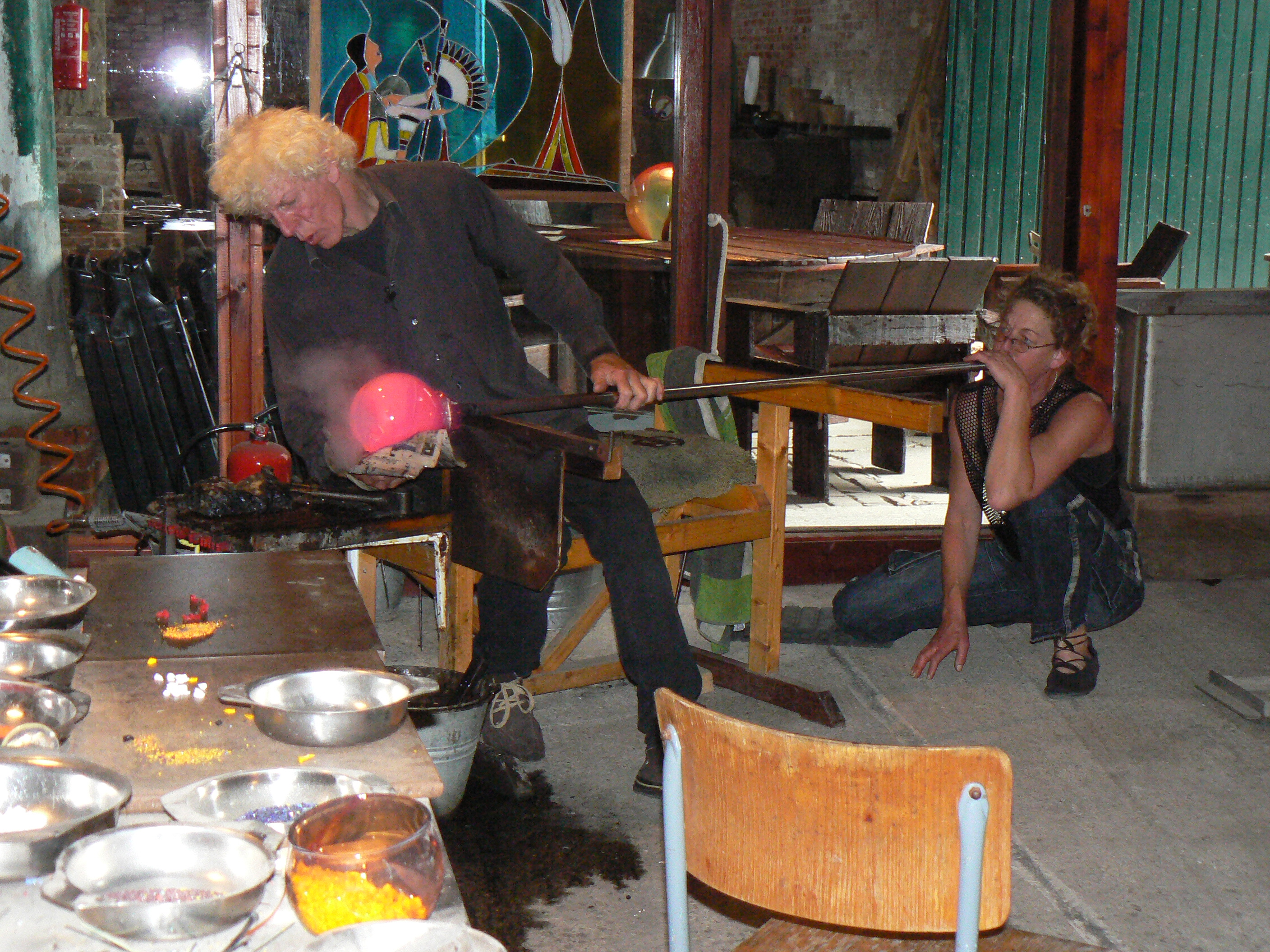
Glasvorming

Een glasblazer blaast voorwerpen van glas, het zogenaamde glasblazen.
Door met een blaaspijp een klompje gloeiend glas uit een glasoven te nemen en al draaiende met de pijp het gloeiend hete glasklompje tot een voorwerp of een voorlopige vorm te blazen ontstaat een creatief voorwerp of een voorlopige vorm. Deze laatste vorm wordt in een metalen vorm tot het uiteindelijke model geblazen.
Er zijn allerlei soorten glasblazers. Soms worden deze genoemd naar het soort product dat wordt geblazen. Voorkomende benamingen zijn onder meer: ballonblazer (algemeen), bekerblazer, carreur, flessenblazer, kelkenblazer en souffleur.
Glasinstrumentmaker is een specialisme binnen glasblazen. Een glasinstrumentenmaker vervaardigt voornamelijk laboratoriumapparatuur. Nu wordt dat gedeeltelijk met machines gedaan maar speciale eenmalige series worden nog met de hand gemaakt. Het gaat dan vooral om zeer ingewikkelde glazen constructies.
Glasblazers uit Italië, met name Venetië, maken al eeuwen het wereldwijd bekende Venetiaans glas. Dit glas wordt geroemd om zijn zuiverheid en helderheid.
Voor meer over de geschiedenis en de techniek, zie het artikel glasblazen.
Studioglaskunst is moderne glaskunst gemaakt door een autonoom kunstenaar en wordt daarom ook wel 'vrij glas' genoemd. In 1962 ontwierp, na lang zoeken, Harvey Littleton, met hulp van Dominick Labino, een kleine glasblaasoven. Dit stelde kunstenaars in staat om onafhankelijk van de glasfabriek hun eigen werk te maken. Dit bleek het begin te zijn van een explosieve groei van de glaskunst, zowel in het aantal uitingsvormen als in kwantiteit. De eerste 10 jaren stonden in het teken van het geblazen experiment. Maar na die beginperiode werden er ook vele andere technieken toegepast, waardoor de expressiemogelijkheden toenamen. De laatste 10 jaar is er een toenemende tendens naar toepassingen samen met andere materialen. Momenteel zijn er wereldwijd (geschat) meer dan 10.000 kunstenaars, die glas als meest gebruikte materiaal toepassen.

## Bekende artistieke glasblazers
- Dale Chihuly (Verenigde Staten)
- Andries Copier (1901-1991), glasblazer en glasontwerper in Leerdam (Nederland)
- Bernard Heesen (1958) van Glasblazerij De Oude Horn in Acquoy (Nederland)
- Willem Heesen (1925-2007) van Glasblazerij De Oude Horn in Acquoy (Nederland)
- Menno Jonker (* 1968, Nederland)
- Sybren Valkema (1916-1996) (Nederland)
- Johan de Vries van Glasblazerij Old Ambt in Bad Nieuweschans (Nederland)

## Opleiding tot glasblazer
- Het instituut voor kunstambachten in Mechelen vormde de bakermat voor de hedendaagse Vlaamse glaskunst. In de opleiding glaskunst worden naast glasblazen nog andere technieken zoals vormsmelten, pate de verre, glasfusing, slumping en zandstralen onderwezen. Docenten zijn de kunstenaars Sandra De Clerck, Jeroen Heerwegh en Katrijn Schatteman.